# Référendum constitutionnel uruguayen de 2004
Vous lisez un « bon article » labellisé en 2019.
Un référendum constitutionnel a lieu le 31 octobre 2004 en Uruguay en même temps que les élections législatives et présidentielle. La population est amenée à se prononcer sur une initiative populaire portant sur un amendement constitutionnel faisant de l’accès à l'eau et à l'assainissement des droits humains fondamentaux, et interdisant la privatisation de ces secteurs publics.
La proposition nait d'un regroupement d'associations environnementales et de syndicats du secteur public, en opposition à la volonté affichée du gouvernement de privatiser le secteur. La campagne qui s'ensuit oppose ses auteurs, soutenus par le parti d'opposition Front large et par des associations de la vie civile, au gouvernement sortant du président Jorge Batlle. Les premiers se basent sur une critique du bien-fondé économique ainsi que du coût social et environnemental de la privatisation du secteur de l'eau, tandis que les seconds s'opposent à l'exclusion des entreprises privées du secteur et critiquent le risque de leur expropriation pure et simple.
La proposition est finalement approuvée à une large majorité, 64,61 % des électeurs votant en faveur de l'amendement. Le scrutin est considéré comme historique par les organisations écologistes, un outil de démocratie directe permettant pour la première fois l’inscription d’un droit environnemental dans une constitution nationale.

## Mise en œuvre

Logo de l'OSE.

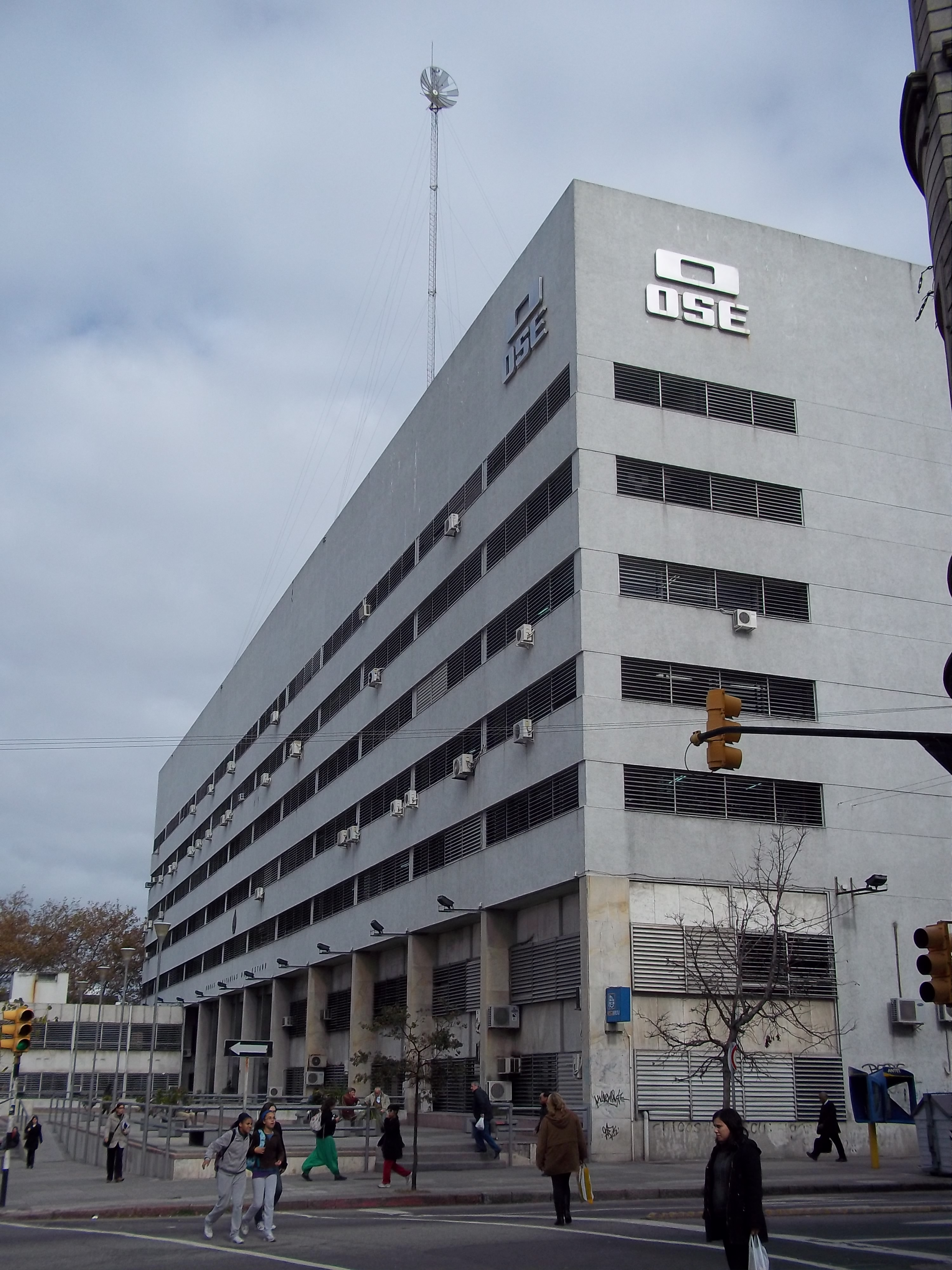
Siège de l'OSE à Montevideo.

Le gouvernement du président Jorge Batlle, du parti de droite Colorado, fait voter le 25 mars 2003 une loi privatisant le secteur de la distribution d'eau potable. Hormis quelques partenariats public-privé, celle-ci est alors gérée par la Compagnie nationale des Eaux (Obras Sanitarias del Estado, OSE). En réaction, l'association « Commission nationale de défense de l’eau et de la vie » (Comisión Nacional pro Defensa del Agua y de la Vida, CNDAV), qui réunit des organisations sociales du secteur, commence la collecte de signatures pour la mise à référendum d'un projet d'amendement constitutionnel s'y opposant.
Les référendums d'initiative populaire sont en effet possibles en Uruguay, dont la constitution organise le cadre légal de cette forme de démocratie directe,. 
Les propositions populaires peuvent ainsi concerner des modifications de la constitution. En accord avec l'article 331 de cette dernière, les signatures d'au moins 10 % de l'ensemble des électeurs inscrits sur les listes électorales doivent pour cela être réunies, soit en 2004 un total de 247 141 signatures. Les pétitionnaires peuvent alors soumettre leur projet au parlement, qui peut éventuellement proposer un contre-projet soumis au vote en même temps que la proposition populaire. 
Le projet référendaire de la CNDAV reçoit le soutien de Tabaré Vázquez, candidat du parti de gauche Front large à la présidentielle, ainsi que de plusieurs associations écologistes dont l'ONG Les Amis de la Terre. Cette dernière déclare dans une lettre cosignée par 127 autres organisations — basées dans 36 pays — soutenant la proposition que celle-ci représente « un précédent clé pour la protection de l'eau dans le monde, en scellant ces principes dans la constitution nationale d'un pays par le biais de la démocratie directe »,. Le comité de collecte parvient à réunir le nombre de signature exigé en octobre 2003, avec un total de 282 776 signatures valides,.
Bien que légalement contraignant, le projet soumis à référendum doit, pour être considéré valide, recueillir la majorité absolue ainsi qu'un nombre de votes en sa faveur au minimum égal à 35 % du total des inscrits.

## Contexte

### National
Le projet est le fruit de l'organisation des forces syndicales et associatives du secteur public de l'eau en une entité unique au cours des années précédentes. La CNDAV voit en effet le jour en 2002, en réaction à la signature d'une lettre d’intention du gouvernement uruguayen au Fonds monétaire international (FMI) dans laquelle il s’engage à privatiser les services d’eau potable et d’assainissement de l'ensemble du pays,. Parmi ses principaux membres fondateurs figurent l'association écologiste « Commission de défense de l’eau et de l’assainissement de la Costa de Oro et Pando », le syndicat des travailleurs de la compagnie nationale des eaux, la branche locale des Amis de la terre et l'association environnementale Uruguay durable,.
Des privatisations ont alors déjà été mises en œuvre dans quelques villes du Sud-Ouest, principalement au profit des entreprises espagnoles Uragua et Aguas de la Costa, dont les contrats concernent la fourniture d'eau dans le département du Maldonado. Aguas de la Costa est alors une filiale d'Aguas de Barcelona, elle-même filiale de la compagnie Française Suez-Lyonnaise des eaux. Depuis le début du partenariat avec la firme en 1992, le prix de l'eau dans le Maldonado a augmenté sept fois plus vite que dans le reste du pays,.
Uragua, une filiale d'Aguas de Bilbao, est quant à elle vivement critiquée pour sa gestion de l'eau potable des deux principales villes touristiques du pays, Punta del Este et Piriápolis. En janvier 2002, l'OSE recommande, en plein pic touristique, de faire bouillir l'eau du robinet fournie par Uragua avant toute consommation du fait de la présence de bactéries fécales E. coli,.
Les privatisations font l'objet d'importantes critiques quant à leur coût social, des pans importants de la population de l'Uruguay, pays en développement, sont en effet exclus de l'accès à l'eau potable, le raccordement étant laissé à la charge des usagers,. Le bien-fondé économique de ces contrats, jugés défavorables à l'État, est également vivement remis en cause. Les échéanciers des travaux à effectuer par la société privée Uragua ne sont ainsi pas respectés, ni les redevances payées, menant à de longues négociations en vue de leur révision, qui conduisent finalement l'État à prendre en charge les frais supplémentaires,. Du point de vue environnemental, les activités d'Aguas da Costa provoquent l’assèchement temporaire de la Laguna Blanca près de la ville de Maldonado, conduisant à une action en justice pour dommages à l'environnement,.
De manière plus générale, le recours à un référendum d'initiative populaire dans un objectif de protection du secteur public n'est pas un cas inédit dans le pays, des scrutins similaires ayant eu lieu en 1992 et en 2003.

### International
Le référendum a lieu dans le cadre plus large d'une recrudescence des privatisations dans le monde ayant mené au contrôle par le secteur privé de plus de 75 % de l'eau à destination de la consommation humaine. Selon la militante canadienne Maude Barlow, auteure du livre L'Or bleu, le Fonds monétaire international et la Banque mondiale encourageraient ainsi activement la privatisation du secteur dans les pays en développement, en conditionnant leurs prêts à l'application de cette politique,.
Au début des années 2000, des tensions liées à la gestion de l'eau par le secteur privé dans les zones rurales se font ressentir dans plusieurs pays de la région, comme l’Argentine et le Chili.
Celles-ci atteignent cependant leur paroxysme en Bolivie, où la population de la petite ville de Cochabamba organise de grandes manifestations à la suite du doublement des prix ayant suivi la privatisation du système municipal de gestion de l'eau. Le mouvement populaire aboutit à l'annulation du contrat de concession de service public qui avait été alloué à la filiale de l'entreprise américaine Bechtel. Les évènements, très médiatisés, prennent le nom de « guerre de l'eau » et sont érigés en symbole de la résistance des populations face aux multinationales,.

## Contenu
L'amendement porte sur deux articles de la constitution. L'article 47 se voit ainsi augmenté d'un paragraphe disposant que « L'eau est une ressource naturelle essentielle à la vie. L'accès à l'eau potable et l'accès à l'assainissement sont des droits humains fondamentaux. » Sont ensuite détaillés les grandes lignes de la gestion de ces domaines par la nation : basée sur la conservation et la protection de l'environnement, avec une utilisation de l'eau comme un bien d'intérêt public devant être géré de manière durable pour les générations futures. Avec également pour objectif premier un accès à l'eau potable pour la population, faisant passer l'intérêt social avant celui économique. Les ressources en eau des différents bassins versants du pays de même que les ressources aquifères sont un bien commun d'intérêt général. Elles forment le domaine hydraulique, qui constitue une partie intégrante et indivisible du domaine public de l'État. Les services publics assurant l'accès à l'eau potable et à l'assainissement doivent ainsi être assurés exclusivement et directement par des entités publiques,. L'amendement interdit de fait toute nouvelle concession. Par ailleurs, la participation des usagers est également garantie à tous les niveaux de sa gestion.
Enfin, une loi ne peut autoriser la fourniture de ressources en eau de l'Uruguay à destination d'un autre pays que pour répondre à une pénurie dans un objectif de solidarité. Le vote d'une telle loi est soumis à une majorité qualifiée des trois cinquièmes du total des membres de chacune des deux chambres du parlement.
L'article 188, qui porte sur les délégations de service public à des opérateurs mixtes public/privé, est modifié pour en interdire la mise en œuvre pour les services publics de fourniture en eau potable et d'assainissement,.
Par ailleurs, l'amendement inclut une clause spéciale à titre transitoire, qui dispose que les dédommagements éventuels d'entreprises privées déjà impliquées dans le secteur lors de l'entrée en vigueur de la réforme ne peuvent concerner que le non-amortissement des investissements, et non la perte des profits attendus.

## Campagne
Le référendum s'inscrit dans la campagne politique ayant lieu simultanément pour la présidence et les deux chambres du parlement. Ce dernier est en effet chargé en cas de résultat positif de créer l'ensemble de la nouvelle législation devant mettre en application le nouvel amendement. La réforme reste cependant un thème secondaire des débats.
La campagne se focalise rapidement sur les concessions existantes, la question de leur annulation pure et simple faisant débat. Si quatorze entreprises privées sont impliquées par contrats dans le secteur, l'annulation des concessions concernent principalement les entreprises espagnoles Uragua et Aguas de la Costa, chargées de la fourniture d'eau dans le département du Maldonado. L'amendement est jugé flou au sujet de la poursuite des partenariats avec le privé, laissant place à des interprétations différentes.
Plusieurs membres de la « Commission nationale pour la Défense de l'Eau et de la Vie » ainsi que du Front large prennent position en affirmant qu'une fois l'amendement approuvé, les contrats public-privé seront simplement nuls et non avenus. Le juriste Guillermo Garcķa Duchini, co-auteur du texte, souligne que les contrats en question contiennent une clause stipulant la possibilité de leur annulation par l'État si celle-ci est faite dans l'intérêt public. Or, les nouvelles obligations constitutionnelles obligeraient selon lui l'État à y recourir. L'ONG Les Amis de la Terre se prononce également pour l'inconstitutionnalité de la poursuite des activités privées, les contrats ne respectant pas l'obligation de faire passer l'intérêt social avant celui économique,. 

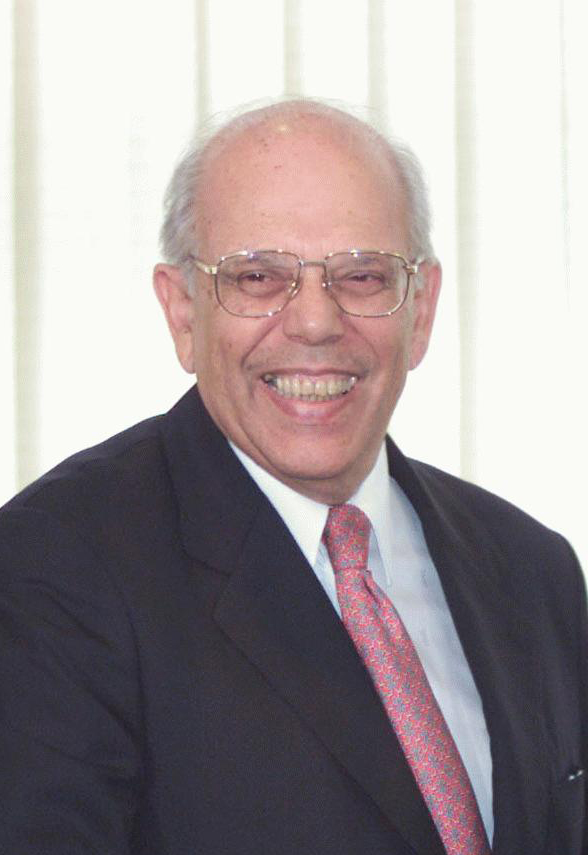
Le président Jorge Batlle.

La possibilité d'une rupture de ces contrats attire les critiques du parti conservateur Colorado ainsi que du Parti national, favorable au secteur des affaires. Les deux partis soutiennent que la réforme provoquerait une baisse des investissements étrangers en effrayant les investisseurs potentiels, des expropriations rappelant les méthodes de régimes autoritaires. Au cours d'une conférence de presse donnée à son retour d'une réunion du Mercosur, le président Jorge Batlle estime que « les articles composant l'amendement vont causer un préjudice économique, un préjudice financier, et un préjudice pour le pays en termes de confiance envers les contrats qu'il établit ». Battle critique ainsi vivement les expropriations sans indemnisations ainsi que l'interdiction faite selon lui d'exporter les ressources en eau du pays, citant l'exemple des français Perrier et Évian. Selon lui, la proposition d'amendement aurait échappé à ses auteurs et dépassé en sévérité ce qui en était attendu, et plaide pour une gestion régionale des ressources en eau.
Les débats se déplacent ainsi sur l'application de la réforme. Selon le Parti national, elle confierait à la Compagnie nationale des Eaux le contrôle de la gestion des eaux du pays, mais n’empêcherait pas cette dernière de la confier dans certains cas aux municipalités. De même, la sous-traitance à des entreprises privées en matière de maintenance ne serait pas interdite. La réforme fait l'objet d'un puissant lobby politique et médiatique des secteurs commerciaux et des grands propriétaires terriens à son encontre,. Pour les rédacteurs du projet, les affirmations selon lesquelles l'amendement rendrait impossible l'utilisation de l'eau servant à l'alimentation du bétail ou à l'exportation de l'eau en bouteille sont une manière pour les opposants de semer la confusion chez les électeurs. En réaction, les défenseurs du texte sont contraints de préciser que les entreprises de bouteilles d'eau et de soda ainsi que les stations thermales, qui disposent de leurs propres installations d'alimentation en eau indépendamment de l'OSE, ne seront pas affectées par la réforme et pourront continuer leurs activités comme auparavant, c'est-à-dire tant que celles-ci ne provoquent pas de surexploitation des ressources.
Le Front large cherche quant à lui à apaiser les craintes d'expropriations par la voie de son candidat Tabaré Vasquez ainsi que du sénateur Danilo Astori, pressenti pour devenir son ministre de l'économie. Ils assurent ainsi que la réforme ne sera en aucun cas rétroactive, et que les entreprises espagnoles concernées ne seront pas affectées. Les contrats passés avec le privé dans le secteur de l'eau seraient ainsi poursuivis jusqu'à leur terme, sans être renouvelés, permettant à l'État de reprendre graduellement le contrôle complet des ressources hydriques. Les deux hommes s'efforcent également de calmer les craintes des firmes étrangères lors d'une visite en Europe. Astori y concède que le nouveau texte constitutionnel fait l'objet d'interprétations différentes parmi les experts, mais assure que leur parti légiférera pour que l'amendement soit clarifié sur ce point sous une nature non rétroactive. Vasquez précise que l'État tout comme les compagnies se devront de respecter les termes des contrats jusqu'à leur terme,.

## Résultats

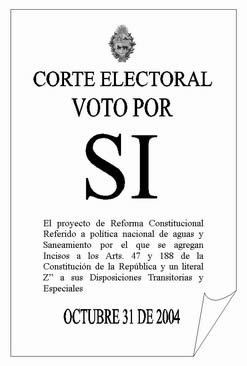
Bulletin de vote utilisé.

Le scrutin est organisé simultanément aux élections législatives et présidentielle. Les électeurs participant à ces élections ont ainsi la possibilité de prendre un bulletin en faveur de l'amendement proposé, et de le joindre à leurs bulletins de vote dans leurs enveloppe, ou de ne pas le faire. En l'absence de bulletin « Non », les résultats ci-dessous ne permettent pas de différencier la part des électeurs opposés au projet de celle des électeurs ayant pour intention de ne pas donner leurs avis. De même, seule la présence du bulletin « Oui » en tant que vote favorable étant comptabilisé, les votes blancs ou nuls ne sont pas possibles,.
| Choix                     | Votants   | Votants | Inscrits | Inscrits |
| Choix                     | Voix      | %       | %        | Quorum   |
| ------------------------- | --------- | ------- | -------- | -------- |
| Pour                      | 1 440 004 | 64,61   | 57,90    | ✔ 35 %   |
| Contre ou neutre          | 788 926   | 35,39   | 31,72    |          |
|                           |           |         |          |          |
| Total des votants         | 2 228 930 | 100,00  | 89,62    |          |
| Abstentions aux élections | 258 252   |         | 10,38    |          |
| Inscrits                  | 2 487 182 | 100,00  |          |          |

| Pour 1 440 004 (64,61 %) |  |  | Contre 788 926 (35,39 %) |
| ▲                        |  |  |                          |
| Majorité absolue         |  |  |                          |

### Par département

Carte des départements de l'Uruguay.

Un petit nombre d'électeurs choisissent le jour du vote de ne participer qu'au scrutin référendaire et de voter blanc pour les élections, en n'incluant pas de bulletin de vote les concernant. Ces électeurs figurent sous la mention « Oui seul », compris ci-dessous dans les « Oui ».
| Département    | Inscrits  | Votants   | Oui       | %     | Oui seul |
| -------------- | --------- | --------- | --------- | ----- | -------- |
| Montevideo     | 1 054 710 | 922 235   | 637 199   | 69,09 | 4 557    |
| Canelones      | 334 404   | 304 388   | 205 466   | 67,50 | 1 421    |
| Maldonado      | 107 917   | 98 177    | 50 066    | 50,99 | 444      |
| Rocha          | 56 703    | 52 177    | 38 968    | 68,93 | 603      |
| Treinta y Tres | 37 392    | 34 807    | 19 816    | 56,93 | 306      |
| Cerro Largo    | 66 113    | 60 746    | 40 885    | 67,30 | 493      |
| Rivera         | 78 755    | 70 933    | 34 022    | 47,96 | 419      |
| Artigas        | 55 590    | 50 590    | 30 198    | 59,69 | 224      |
| Salto          | 90 891    | 81 406    | 48 964    | 60,15 | 417      |
| Paysandu       | 86 119    | 77 447    | 54 275    | 70,08 | 486      |
| Río Negro      | 38 984    | 35 805    | 26 771    | 74,76 | 417      |
| Soriano        | 66 883    | 61 142    | 42 232    | 69,07 | 448      |
| Colonia        | 96 591    | 88 577    | 62 252    | 70,28 | 617      |
| San José       | 73 803    | 68 405    | 35 468    | 51,85 | 322      |
| Flores         | 21 039    | 19 056    | 7 889     | 41,39 | 72       |
| Florida        | 55 866    | 51 004    | 26 941    | 52,82 | 254      |
| Durazno        | 44 634    | 40 828    | 22 028    | 53,95 | 211      |
| Lavalleja      | 49 421    | 46 037    | 20 374    | 44,25 | 284      |
| Tacuarembo     | 71 367    | 65 191    | 39 190    | 60,11 | 358      |
|                |           |           |           |       |          |
| Total          | 2 487 182 | 2 228 930 | 1 440 004 | 64,61 | 12 224   |

## Analyse et conséquences

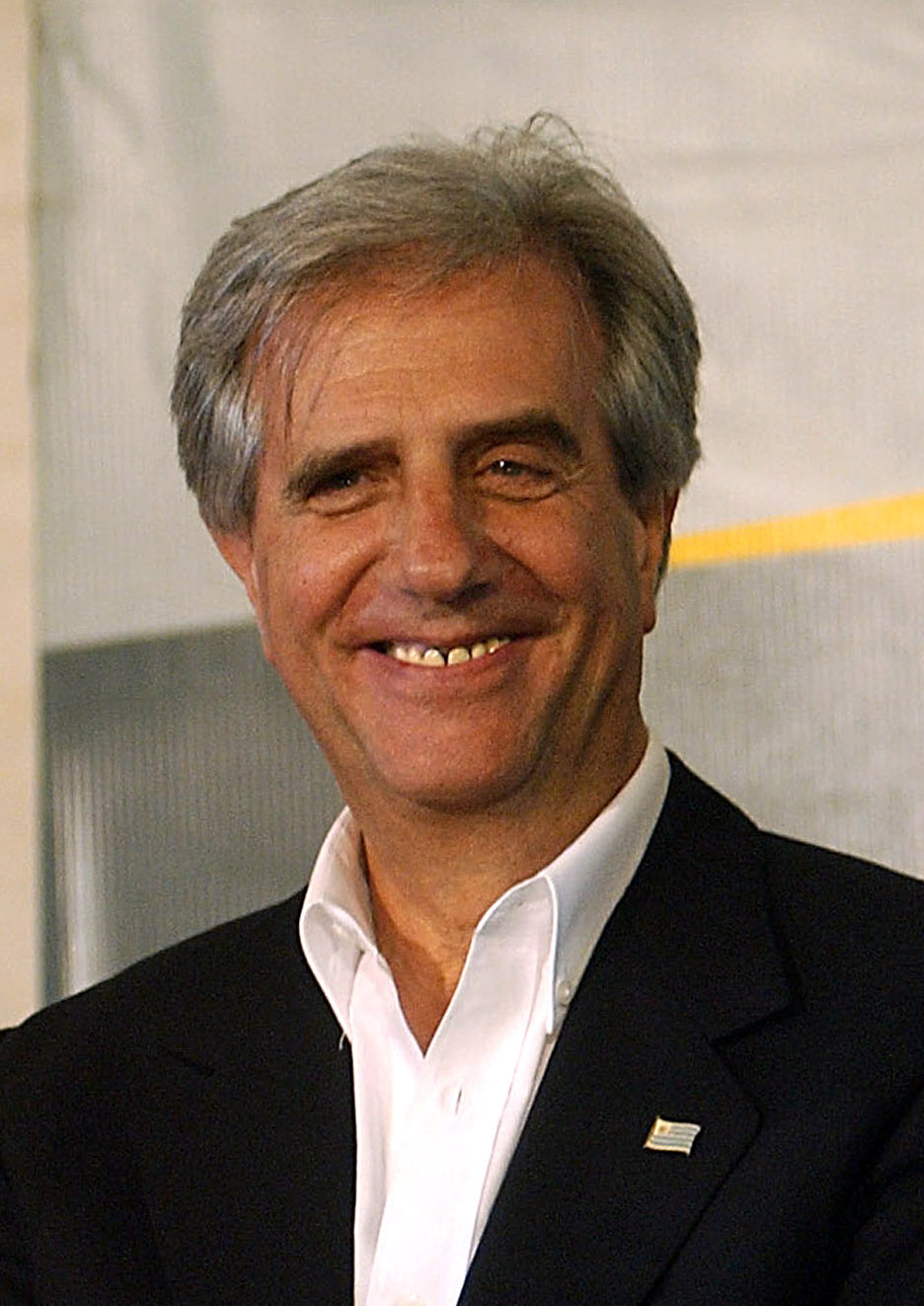
Le président élu Tabaré Vázquez.

L'amendement recueille un large soutien populaire, franchissant avec une avance de plus de 20 % le quorum des inscrits exigé. Le total des votes favorables, qui s'établit à 64,61 %, dépasse ainsi le cadre des seuls votes en faveur de l'opposition de gauche. Les élections générales organisées le même jour voient en effet la victoire de Tabaré Vázquez et du Front large, qui recueillent 51,67 % des suffrages et décrochent la majorité absolue à la chambre et au sénat. 
Le succès du référendum, qui redéfinit significativement la gestion du secteur de l'eau dans le pays, est considéré par les organisations écologistes comme un précèdent important au-delà de ses seules frontières. Pour la première fois, un outil de démocratie directe permet l’inscription d’un droit environnemental dans une constitution nationale.
Le 20 mai 2005, le nouveau gouvernement précise par décret présidentiel que les contrats signés avec des entreprises privées du secteur de l'eau avant l'entrée en vigueur de la révision constitutionnelle seront honorés jusqu'à leur expiration. La CNDAV remet rapidement en cause la constitutionnalité de ce décret, affirmant « rejeter et faire appel du décret présidentiel, comme de toute autre résolution contredisant le mandat populaire ».

### Uragua
Le gouvernement finit cependant par résilier le contrat passé avec Uragua en raison de manquement à ses engagements en matière de travaux de construction et de paiements des redevances dues à l'État. Les autorités tiennent alors à préciser explicitement que la décision de mettre fin au partenariat est la conséquence de ces manquements, qui les ont conduits à réétudier la concession, et non pas du nouvel article de la constitution. Cette décision aboutit néanmoins à une procédure judiciaire internationale entamée par les actionnaires espagnols d'Uragua à l'encontre du gouvernement uruguayen. Ce dernier est en effet signataire d'un Traité bilatéral de protection des investissements conclu en 1992 avec l'Espagne. Celui-ci stipule qu'en l'absence d'accord de rupture de contrat avec une entreprise espagnole, les deux parties — gouvernement et entreprise — doivent résoudre leur différend devant le Centre international pour le règlement des différends relatifs aux investissements (CIRDI), un organe de la Banque mondiale. Un accord est cependant conclu avant que le différend n'atteigne le CIRDI. La nationalisation est actée, en échange d'un paiement de 15 millions de dollars correspondant au montant du dépôt de garantie versée lors du processus d'appel d'offre. Les deux parties renoncent par ailleurs à tout futur recours administratif ou judiciaire. La prise de possession des services intervient le 8 octobre 2005, au cours d'une cérémonie de retrait symbolique des plaques portant le nom de l'entreprise privée, tandis que des membres de la CNDAV recouvrent la façade de l'immeuble de drapeaux nationaux ainsi que de banderoles du syndicat et de la compagnie nationale des eaux.

### Aguas de la Costa
L'annonce de la filiale de Suez de son intention de quitter le pays intervient peu après la reprise en régie publique de la concession d'Uragua. Après plusieurs mois de négociations, un accord est conclu avec le gouvernement, qui achète 60 % des parts de la société Aguas de la Costa pour 3,4 millions de dollars. La direction de l'OSE valide l'opération, estimant le montant inférieur à ceux des investissements non amortis, et donc en accord avec la disposition transitoire de l'amendement de 2004. La multinationale Suez se retire définitivement d'Uruguay en février 2006. Après plusieurs années de réticence à la vente de la part du reste des actionnaires privés, l'État finit par acquérir 100 % des parts d'Aguas de la Costa le 15 décembre 2009

## Applications

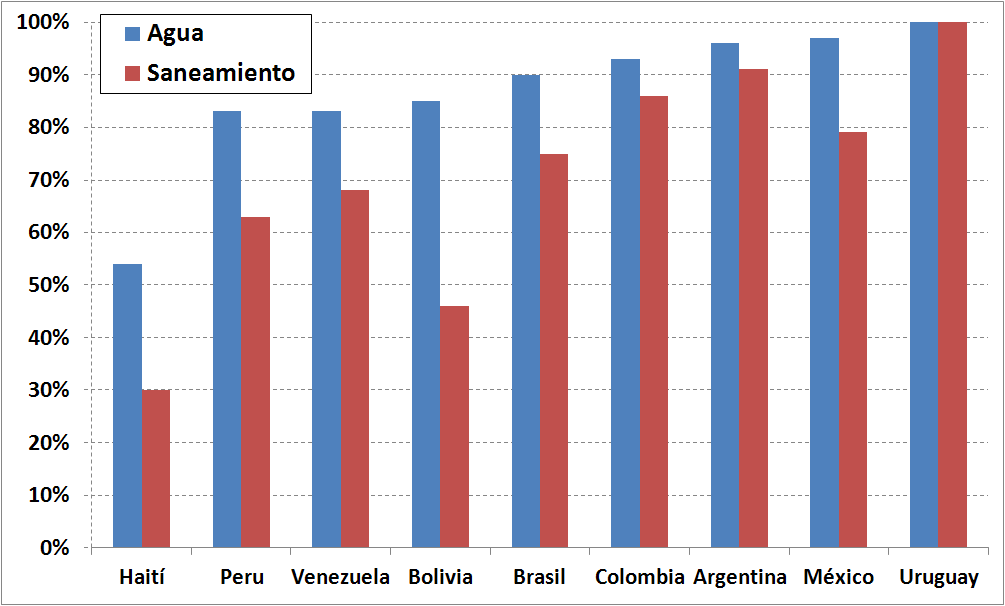
Taux de couverture de l'accès à l'eau et à l'assainissement par pays d’Amérique latine en 2006.

Afin de faire face à ses nouvelles obligations constitutionnelles en matière d'environnement, le gouvernement crée la Direction nationale de l’eau et de l’assainissement (DINASA) en février 2006. Celle-ci, sous l’égide du ministère du Logement, de l’Aménagement territorial et de l’Environnement, est chargée de formuler les nouvelles politiques relatives à l’administration et à la protection des ressources hydriques, notamment l'extension des services d’eau potable et d’assainissement, pour atteindre l'objectif de couverture universelles des citoyens. La DINASA veille également à limiter l'éparpillement des acteurs publics dans le domaine, susceptibles de se faire concurrence, tout en permettant l'application des objectifs de participation de la société civile dans la planification, la gestion et le contrôle des ressources hydriques.
Effectuant un bilan de la réforme à l'occasion de son dixième anniversaire, le président de l'OSE, Milton Machado, déclare en 2014 que l'agence a investi plus de 100 millions de dollars chaque année pour garantir l'accès à l'eau et à l'assainissement à tous les citoyens, y compris ceux en situation de vulnérabilité. Ces derniers bénéficient en effet d'une politique tarifaire prenant en compte les différentes couches sociales via des taux partiellement subventionnés. L'objectif d'une couverture de la quasi-totalité de la population est atteint grâce à la mise en œuvre de programmes ciblant les petites villes et les zones rurales. Selon Machado, la mise en place de la réforme a entrainé un changement radical du modèle de gestion de l'OSE, permettant l'universalisation de ses services.
Du fait de la décision de sa population, l'Uruguay est considéré comme un précurseur et une référence dans le domaine. En 2010, l'Organisation des Nations unies vote à son tour une déclaration considérant l'eau comme un droit humain,.